# 黄鸣
黄鸣（1958年—），男，江苏泰兴人，教授级高级工程师。黄鸣现为国际太阳能学会（ISES）副主席，中华人民共和国第十届、十一届全国人民代表大会代表，中国可再生能源学会副理事长，中国节能协会副理事长，中国农村能源行业协会副会长，皇明太阳能股份有限公司董事长。他是中国可再生能源行业唯一全国人大代表，是中国《可再生能源法》主要提案人。
黄鸣是太阳热能领域中一位具远见、具奉献精神且充满热忱的企业家和变革者。他在中国德州市建立了太阳谷，这个全国和全世界的范例旨在将太阳能用作“化石燃料、核能”的一个可行的替代品。2005年，在中国通过《可再生能源法》的过程中，黄鸣起到了重要作用，为中国创造了一个典范，展示出个人能够在防止不断恶化的气候混乱方面所发挥的作用。

## 履历
1982年毕业于华东石油学院机械设计系。同年就职于原地质矿产部石油钻井研究所。
1988年，黄鸣利用节假日和业余时间设计出了第一台“太阳能热水器”。 
1992年到1994年，任原单位第三产业实体德州新源高科技公司总经理。
1995年辞职下海创办民营性质的德州皇明太阳能技术研究所。
1996年创办山东皇明太阳能有限公司。
2000年当选世界太阳能学会会员。
2003年当选为十届全国人大代表，是中国可再生能源行业唯一全国人大代表，是《中国可再生能源法》主要提案人。
2006年5月，黄鸣应联合国总部特别邀请，作为主讲嘉宾登上联合国讲坛，向世界100多个成员及国际组织介绍了皇明创造的中国太阳能可持续发展模式（简称皇明模式），成为登上联合国讲坛的中国企业家第一人。
2008年4月，黄鸣再次受到联合国特别邀请，出席了在泰国曼谷举行的联合国亚太工商论坛；9月成功当选国际太阳能学会(ISES)副主席，成为中国担任国际可再生能源权威学术机构领导职务第一人。
2009年12月，受多家国际环保组织邀请，黄鸣以国际太阳能学会副主席及中国商界领袖的双重身份参加了哥本哈根联合国气候变化大会。会议期间，他不但与施瓦辛格单独对话，且受到了包括瑞典王储在内等诸多外国高层的关注，并被全球聚焦（Global Focus）组织评选为“气候企业家时代英雄”。
2010年9月，黄鸣在中国太阳谷主办世界太阳城大会，首次向全球提出了“微排地球”战略。

## 榮譽和获奖
- 2005年获CCTV中国经济人物年度提名奖。
- 2006年绿色中国年度人物。
- 2007年1月，被中华慈善总会评选为“中华慈善人物”；5月，受聘为中国人民大学商学院工商管理硕士（MBA）特聘教授。
- 2007年3月，被世界自然基金会(WWF)授予“中国可再生能源突出贡献奖”。
- 2011年1月，黄鸣荣获2010“CCTV中国经济年度人物创新奖”，成为新能源行业唯一获此殊荣的企业家。[2]
- 2011年9月29日，黄鸣荣获2011年瑞典素有诺贝尔替代奖之称的"正确生活方式奖"[3][4]。

## 參看
- 中华人民共和国太阳能发电
- 中国太阳谷
- 可再生能源
- 可再生能源商业化
- 太陽能熱水器
- 太阳能光伏
- 光伏建筑一体化
- 國際可再生能源機構 (缩写：IRENA)
- 国际太阳能学会(缩写：ISES) （英文）
- 21世纪国际可再生能源政策网络（REN21）